# Кутьин, Владимир Георгиевич
Владимир Георгиевич Кутьин (род. 11 июля 1960, Калуга) — советский самбист и дзюдоист, российский тренер по самбо и дзюдо, Заслуженный тренер России (1993). Старший тренер Калужской области по дзюдо и самбо. Старший тренер отделения дзюдо и самбо Детско-юношеской спортивной школы «Юность» в Калуге. Президент Калужской областной федерации дзюдо.

## Известные воспитанницы
- Папушина, Татьяна Васильевна — чемпионка России и мира по самбо, призёр чемпионатов Европы по самбо, призёр чемпионатов России и мира по дзюдо, призёр чемпионата мира среди студентов, заслуженный мастер спорта России по самбо, мастер спорта России международного класса дзюдо.
- Семёнова, Светлана Юрьевна — призёр чемпионатов России по самбо, призёр Кубков России по дзюдо, мастер спорта России.
- Семёнова, Юлия Юрьевна — чемпионка и призёр чемпионатов России по дзюдо и самбо, чемпионка и призёр чемпионатов Европы по самбо, призёр чемпионатов мира по самбо, Заслуженный мастер спорта России.